# 남자를 믿었네
《남자를 믿었네》는 2011년 2월 28일부터 2011년 6월 3일까지 방송된 문화방송의 일일연속극이다.
당초 주홍글씨 후속 아침드라마로 기획되었지만 120부작이면서 손창민 최명길 등 톱스타들이 출연하여 눈길을 끌었던 폭풍의 연인이 방영 초기엔 광저우 아시안 게임으로 인한 징검다리식 편성으로 논란을 빚었으며 그 이후 동시간대 KBS 1TV 웃어라 동해야에 밀려 저조한 시청률을 보인 채 69부작으로 조기종영당하자 폭풍의 연인 후속 일일극으로 변경됐는데 120부작으로 예정되었으나 역시 저조한 시청률 탓인지 69회 만에 조기종영됐는데 여주인공이 남자친구의 기분을 풀어주기 위해 장난으로 자살한 것처럼 보이는 모습을 내보내 방송통신심의위원회로부터 '주의' 조치를 받았다.
한편, 후속 드라마로는 본래 주말 프라임 시간대 드라마로 기획되었던 《불굴의 며느리》가 방송되었다.

## 등장인물

### 주요 인물
- 박상민 : 김남기 (37세, 식품회사 산들강 상무, 화경의 이복 오빠)
- 우희진 : 김화경 (35세, 식품회사 산들강 전무, 남기의 이복 여동생)
- 심형탁 : 이선우 (29세, 중소기업 사원, 경주의 연인)
- 왕빛나 : 오경주 (27세, 식품회사 산들강 비서)
- 김동욱 : 문현수 (26세, 영화 감독 겸 바리스타)
- 이다인 : 한경미 (22세, 경주의 여동생)
- 홍수아 : 하정민 (27세, 현수의 전 여자친구)

### 화경&남기 주변 인물
- 오승명 : 김 회장 (70대, 식품회사 산들강 회장, 남기와 화경의 부친)
- 오미연 : 임 여사 (60대, 김 회장의 부인, 화경의 생모이자 남기의 계모)
- 김세민 : 김형철
- 노준혁 : 김현상 (7세, 남기의 아들)
- 김해인 : 남지니 (27세, 남기의 전처)

### 현수 주변 인물
- 선우재덕 : 문진헌 (55세, 식품회사 산들강 사장)
- 정혜선 : 진헌 모 (70대)
- 김재만 : 태영 (35세, 카페 주인 형)
- 김주영 : 정선 (22세, 카페 서빙 알바생)
- 최수린 : 카렌 (46세)

### 경주 주변 인물
- 김청 : 강인희 (50세, 경주모, 현수네 가사 도우미)

### 선우 주변 인물
- 박주아 : 선우 할머니 (70대)
- 고주연 : 이은경 (17세, 선우의 여동생)

### 그 외
- 강민정
- 송지은
- 김일웅

## 이모저모
- 시트콤 《몽땅 내 사랑》에서 김집사(정호빈 분)가 즐겨 보는 드라마 《남자를 물었네》는 《남자를 믿었네》를 패러디한 것[4]이다.

## 경쟁 프로그램
- 웃어라 동해야 (KBS1)
- 우리집 여자들 (KBS1)
- 호박꽃 순정 (SBS)
- 당신이 잠든 사이 (SBS)